# Tippecanoe Place
Tippecanoe Place è una villa a South Bend, in Indiana, negli Stati Uniti d'America. Costruita nel 1868, fu la residenza di Clement Studebaker, uno dei fondatori della Studebaker, azienda produttrice di veicoli. Studebaker visse in questa villa dal 1889 al 1901, anno della sua morte.
La casa rimase alla sua famiglia molti anni. Suo figlio George ci visse fino al 1933, quando la perse per la bancarotta dell'azienda. L'edificio restò inutilizzato fino al 1941, quando E. M. Morris la acquistò e la concesse alla città come scuola per bambini disabili. Durante la seconda guerra mondiale fu sede della Croce Rossa. Nel 1970 il possesso passò alla Southhold Restorations Inc., specializzata in recuperi di edifici storici, che la ristrutturò e la convertì in un ristorante.
La superficie della villa è di circa 2.400 m2 mentre quella del terreno circostante è di 1,1 ha. Gli architetti che la progettarono furono Henry Ives Cobb, Christopher Fassnacht e R. Braunsdor.
Il 2 luglio 1973 la villa, in stile Romanico Richardsoniano, fu inclusa nell'elenco delle National Register of Historic Places degli Stati Uniti d'America. Il 22 dicembre 1977 fu anche riconosciuta come National Historic Landmark